# Turó Park
Turó Park, también llamado Turó Parc, es un parque situado en el distrito de Sarriá-San Gervasio de Barcelona. Se encuentra en medio de una gran zona urbana y es uno de los lugares más visitados de la zona. Anteriormente (1912-1929) fue un parque de atracciones que dio nombre al actual parque.

## Historia
Sus inicios se remontan a principios del siglo XX, en el año 1912, cuando se inauguró un gran parque de atracciones en los jardines de la propiedad de la familia Bertrand-Girona, motivo por el cual recibe dicha denominación. En 1929 el parque cerró sus puertas, pero la familia hizo un pacto con el Ayuntamiento cediéndole parte del terreno a cambio de poder urbanizar el resto. El Ayuntamiento puso el nombre de Josep Bertrand a una de las calles que rodean el parque. El arquitecto Nicolau Maria Rubió i Tudurí se encargó de diseñar la nueva estructura del parque y, finalmente, abrió de nuevo sus puertas en el año 1934.

## Vegetación
Las zonas verdes del parque se encuentran repletas de distintas especies de flores, plantas, árboles... Entre ellas destacan la encina, árbol muy abundante en el lugar que crea pequeños bosques, diversas especies de palmeras como la palmera de Canarias o la palmera datilera y los preciosos árboles de magnolias entre otros. Pero sobre todo un algarrobo centenario de cuando los terrenos eran tierras agrícolas. 
Existe también la posibilidad de hacer un recorrido botánico por el parque con tal de contemplar la gran gama de vegetación que hay en el lugar.

## Esculturas
Las esculturas son un elemento importante en el parque. En la zona principal de hierba encontramos La ben plantada, escultura de Eloïsa Cerdan que rinde homenaje al escritor catalán Eugenio d'Ors. En la fuente y presidiendo el paseo de las magnolias, hay una escultura de bronce que representa una biga clásica tirada por dos caballos. En la entrada principal del parque encontramos una gran escultura de bronce en la que hay representados músicos angelicales tocando flautas traveseras; dice la leyenda que ésta se esculpió en honor a los jóvenes aficionados a la literatura de la zona, a fin de encontrar en sus bancos adyacentes la paz y la tranquilidad para poder llevar a cabo una lectura pausada y excitante en mitad de la vorágine acústica que supone una ciudad tan bella como Barcelona.

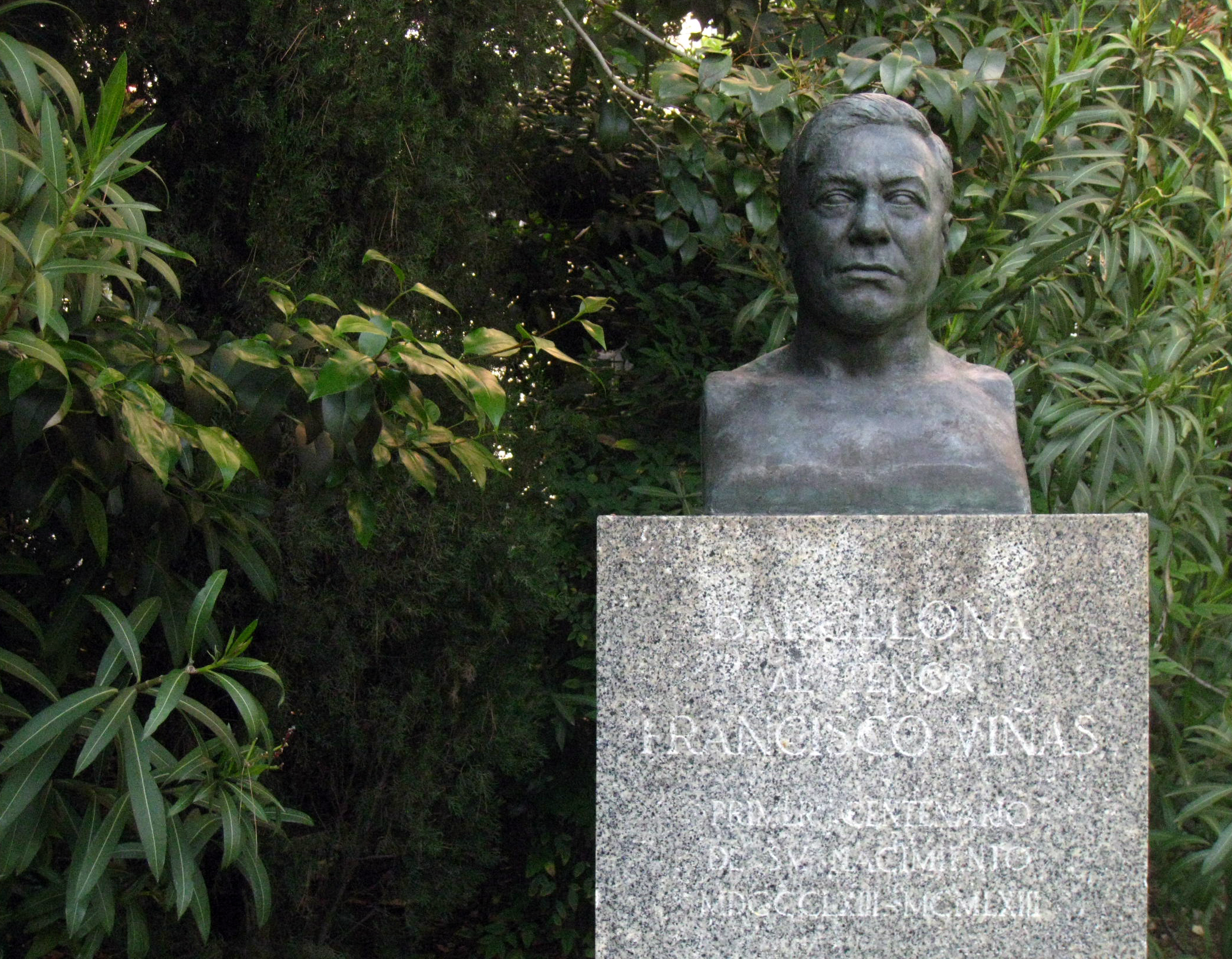
A Francesc Viñas, de Josep Clarà.
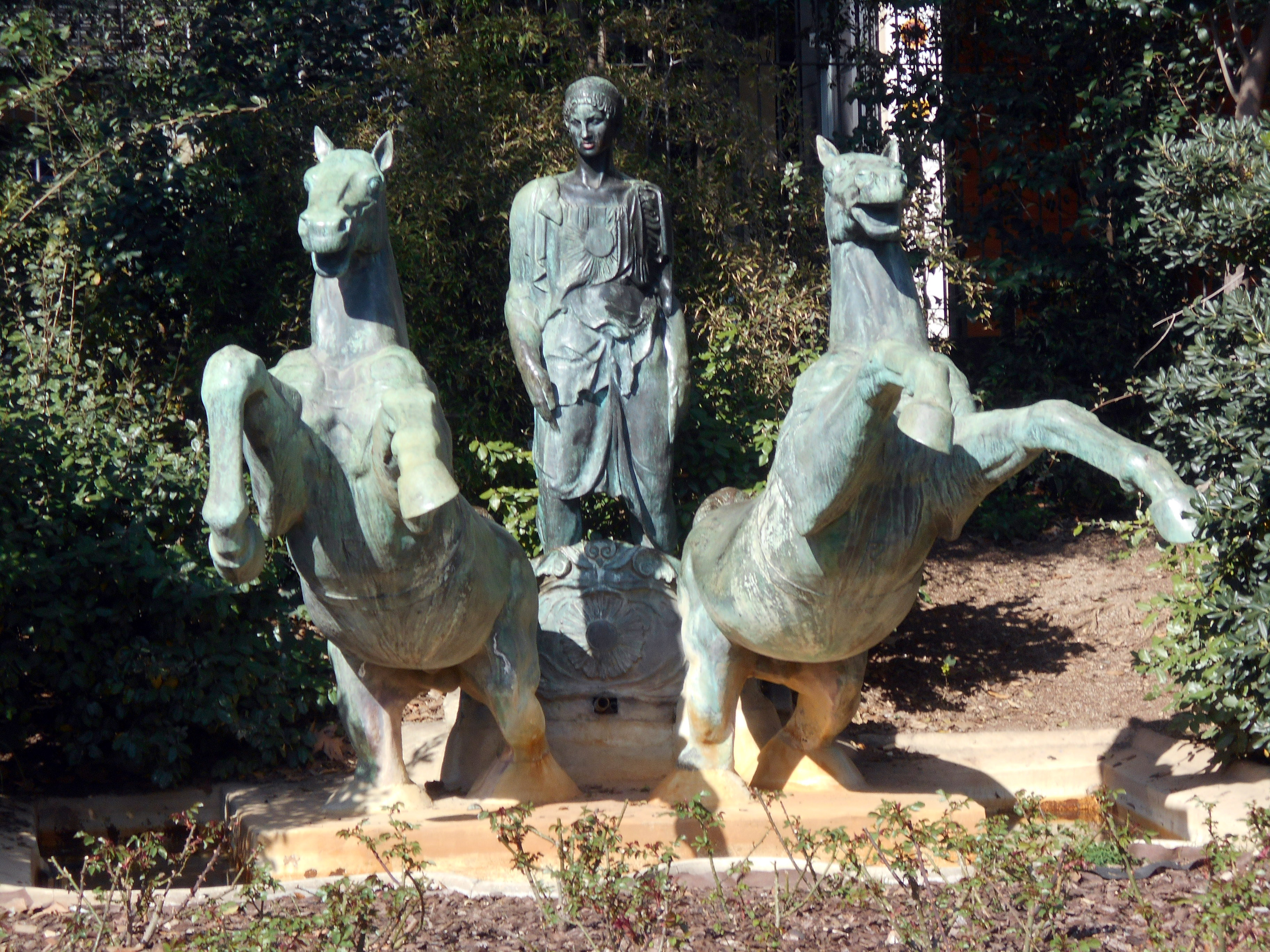
Fuente de la Aurora, de Joan Borrell i Nicolau.
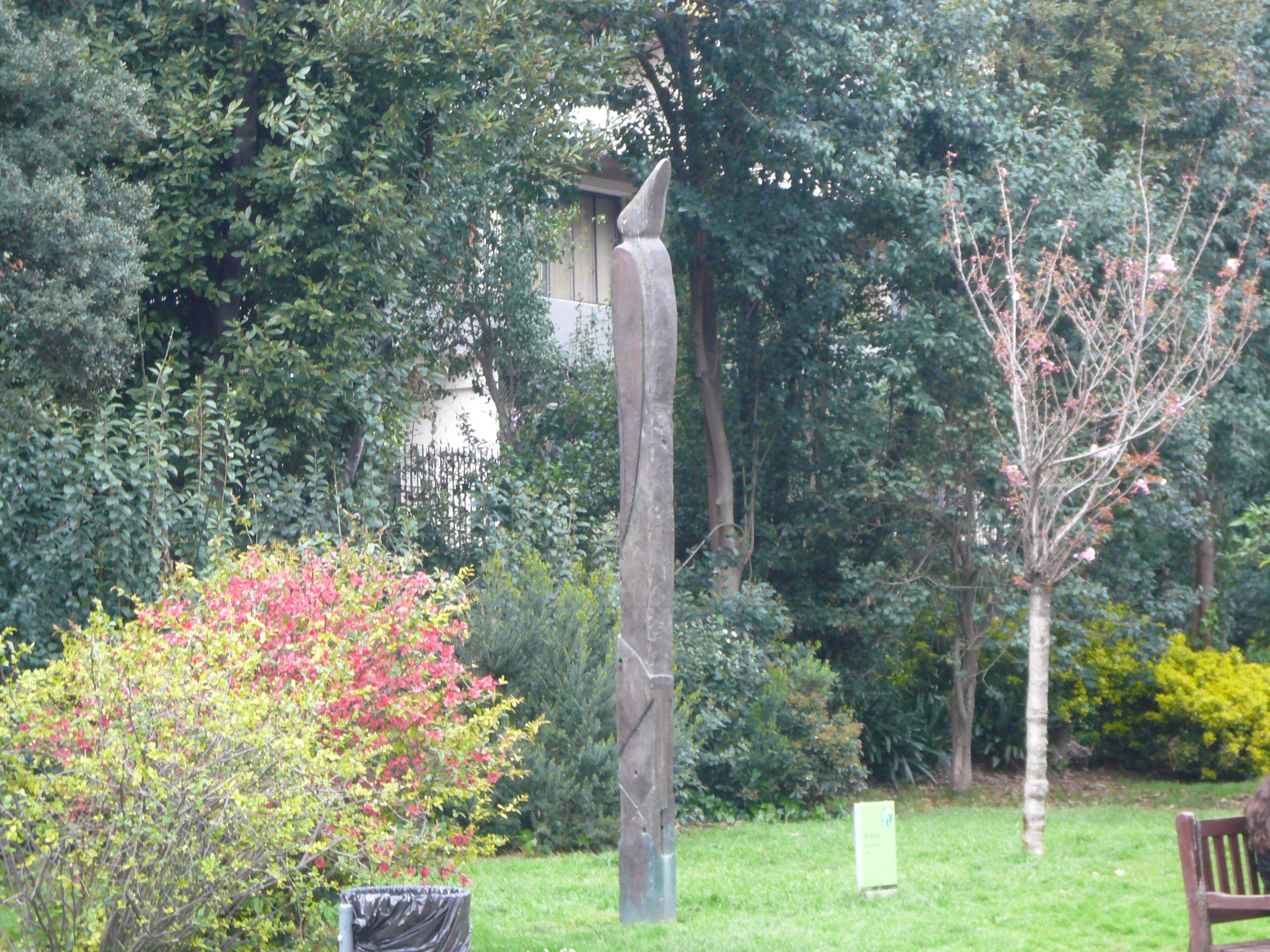
Un oiseau, de Jean-Michel Folon.
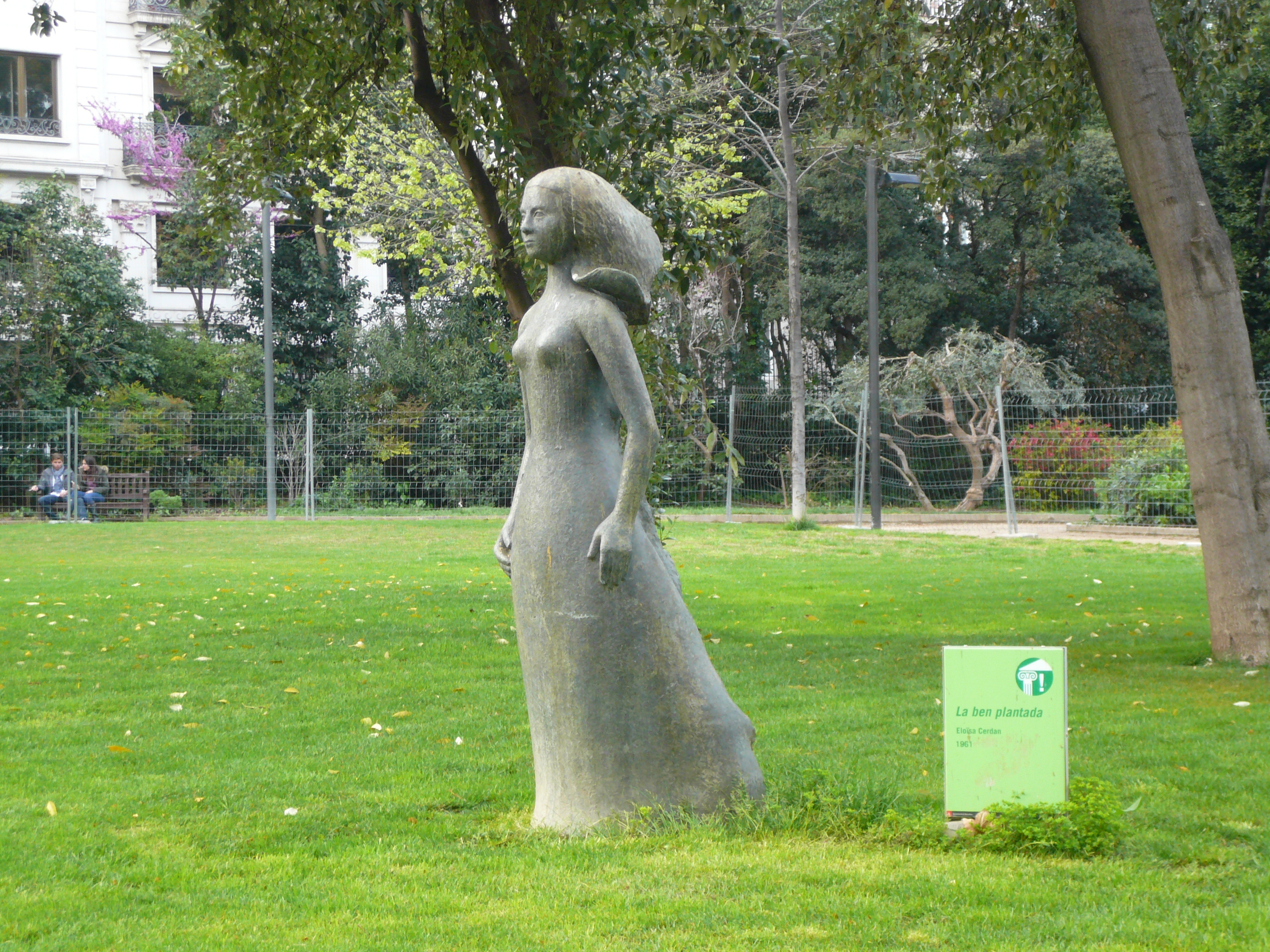
La bien plantada, de Eloïsa Cerdan.
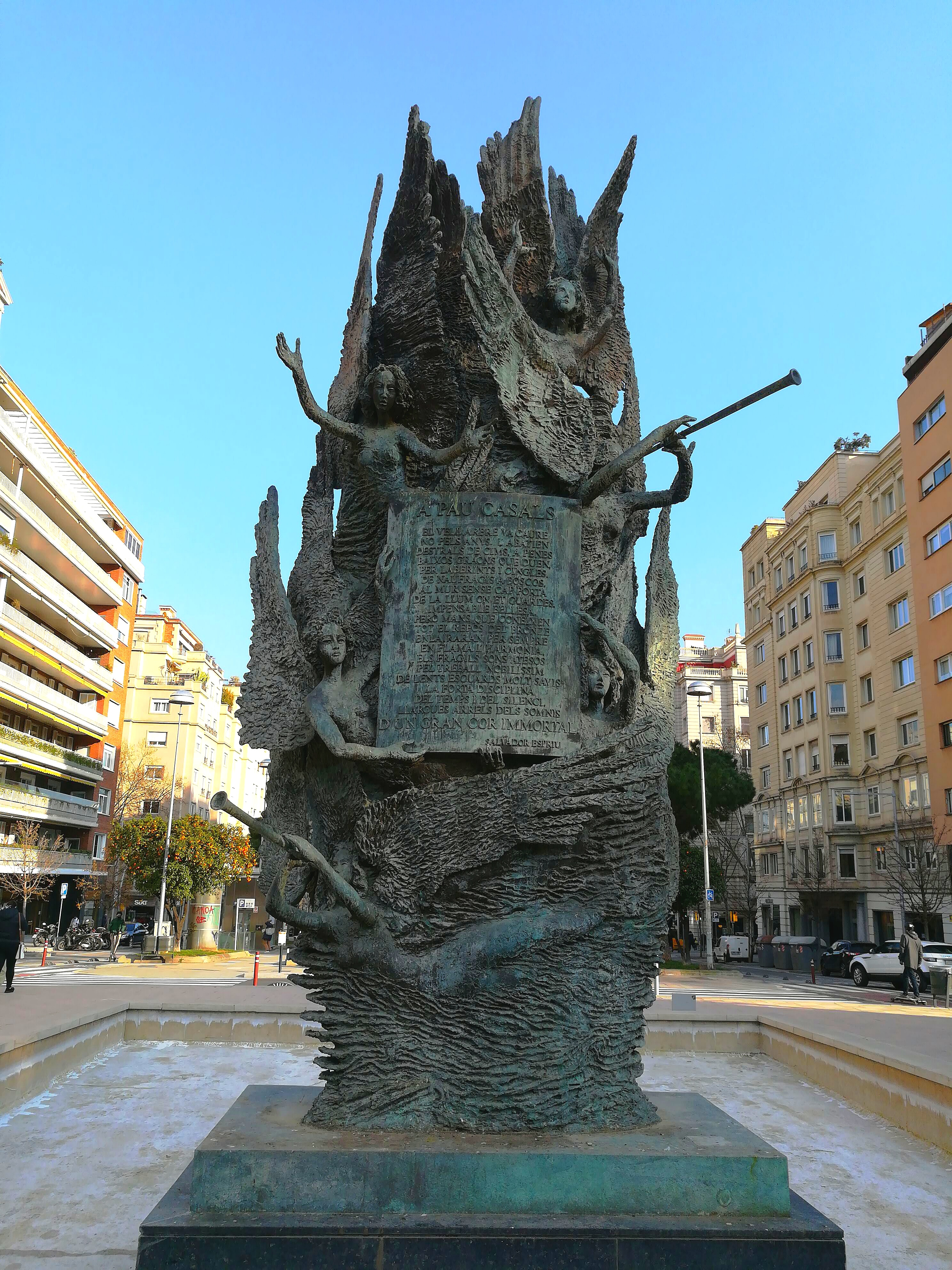
A Pau Casals, de Apel·les Fenosa.

## Zonas y estructura

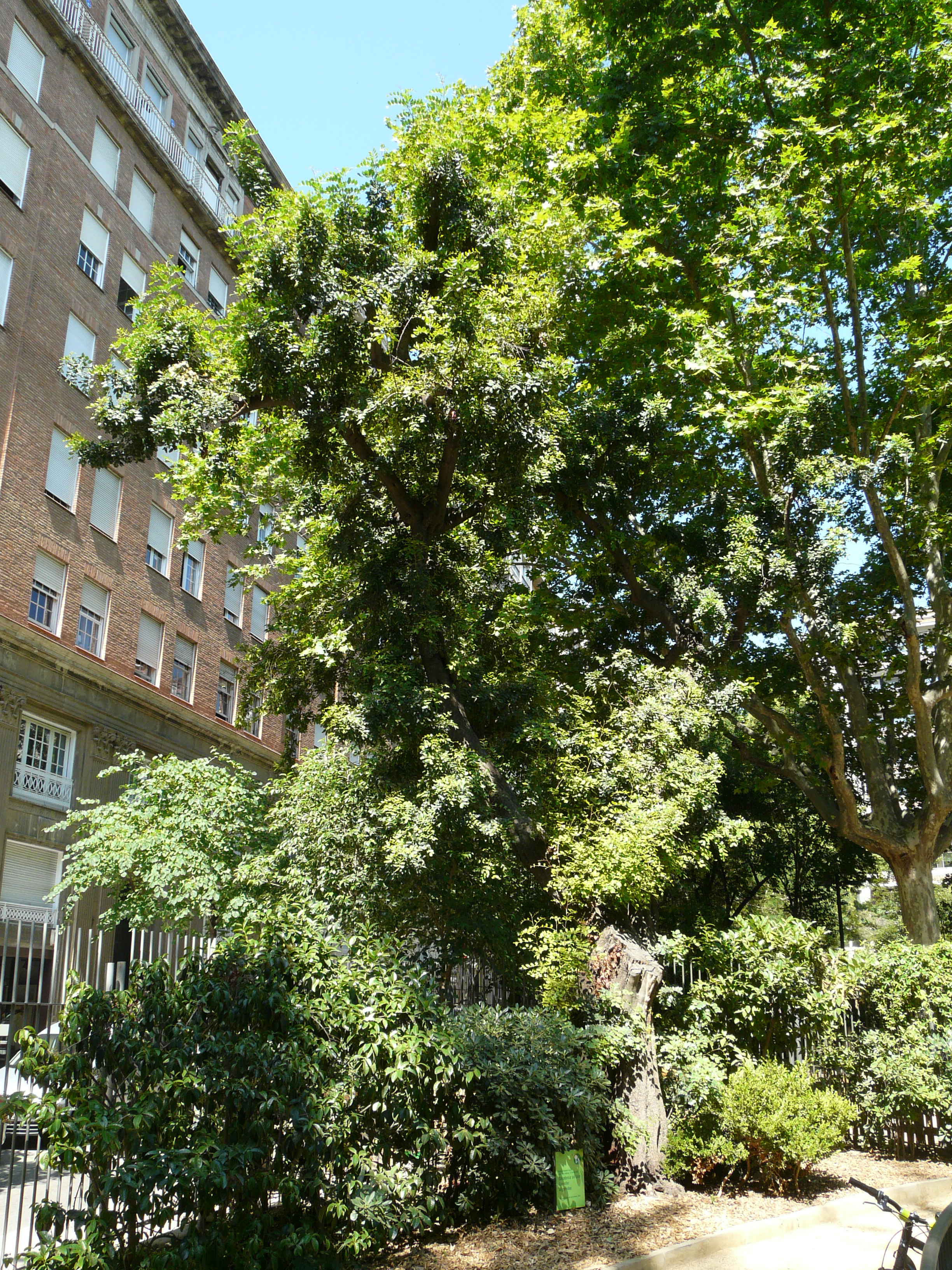
Algarrobo centenario

### El estanque
Esta zona constituye uno de los lugares centrales del parque. En sus aguas habitan animales, tales como peces de distintas especies, ranas y un buen número de tortugas, y los nenúfares llenan su superficie.
Cerca del estanque encontramos la zona infantil. Ésta dispone de columpios, mesas de ping pong y atracciones de madera para los más pequeños, todo ello rodeado de grandes árboles.

### El teatro
Al lado del pequeño quiosco de bebidas y tentempiés encontramos un pequeño escenario de piedra que nos recuerda las representaciones que antaño se hacían en el lugar.